# Boracay

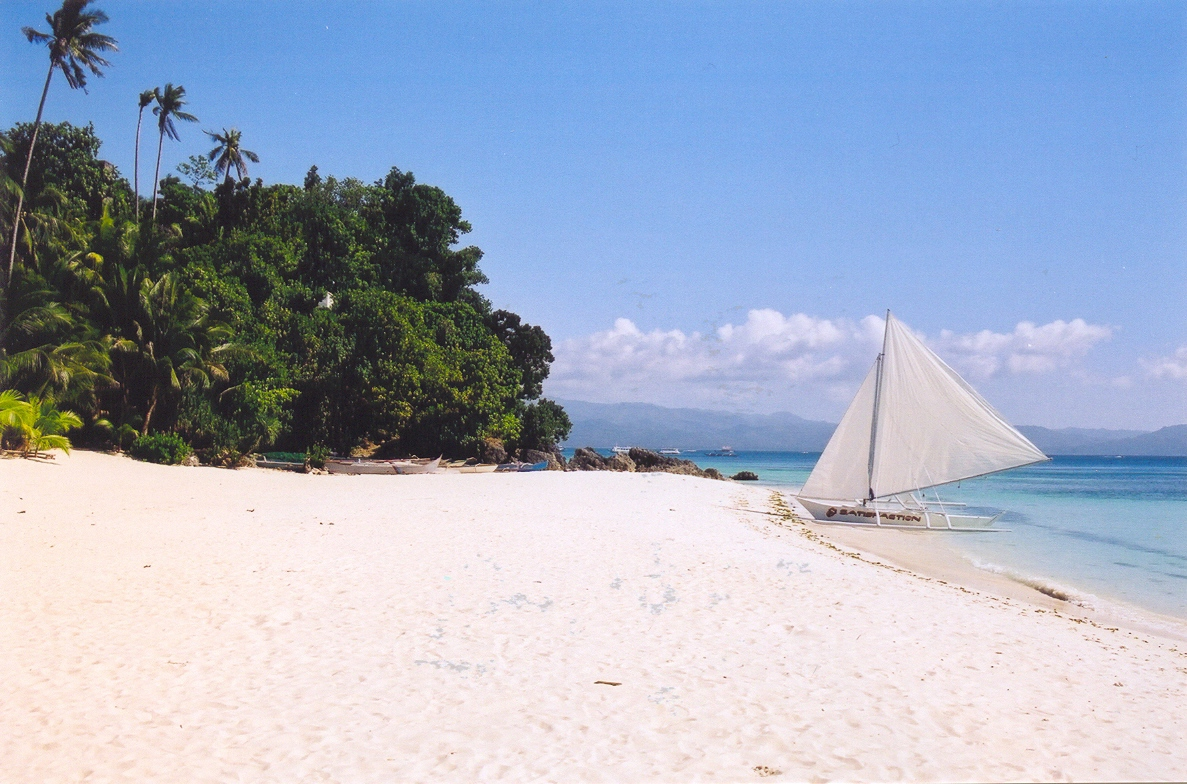
foto da praia de Boracay.

Boracay é uma ilha tropical localizada cerca de 315 quilômetros (200 milhas) de Manila, Filipinas. É um dos maiores destinos turísticos do país, além de ser considerada por muitos uma das praias mais belas da Ásia.
A ilha tornou-se um local muito popular de turismo, com crescente procura por famílias de todo o mundo, incluindo da Europa. Exemplo disso é a saudação colocada na praia, em 4 de Maio de 2014, por uma família portuguesa, que assim quis saudar, no Dia da Mãe (ver foto), a avó, distante em Portugal. O nome da avó era Conchita. A foto fez furor nas redes sociais.

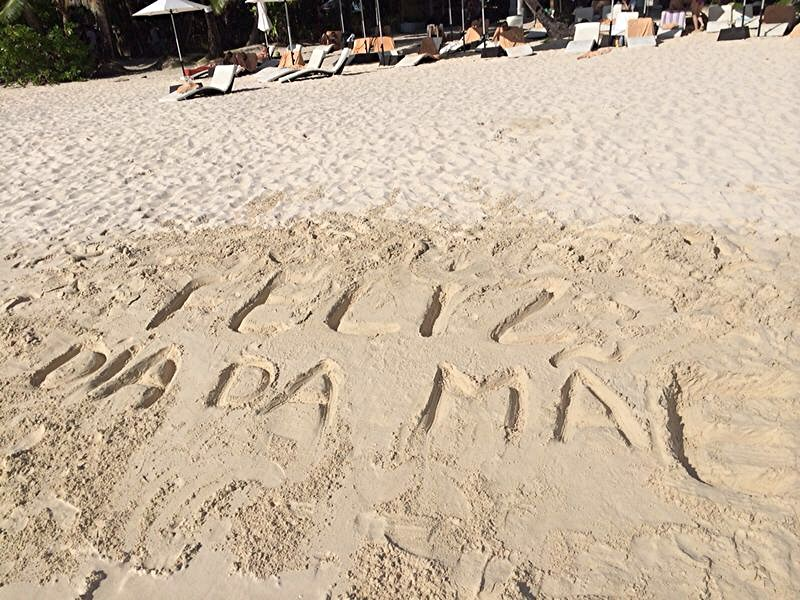
Saudação pelo Dia da Mãe feita na areia da praia, por uma família portuguesa para a avó, distante em Portugal.